# سياسة التأشيرات في ناميبيا
سياسة التأشيرات في ناميبيا,تسمح حكومة ناميبيا لمواطنين من دول وأقاليم محدودة السفر إلي ناميبيا لأغراض سياحية أو تجارية لمدة ثلاثة أشهر لجوازات السفر التقليدية، الدبلوماسية,الخدمية بدون الحصول علي تأشيرة.يجب علي جميع المسافرين أن يكون بحوزتهم جواز سفر ساري المفعول لمدة 6 أشهر.

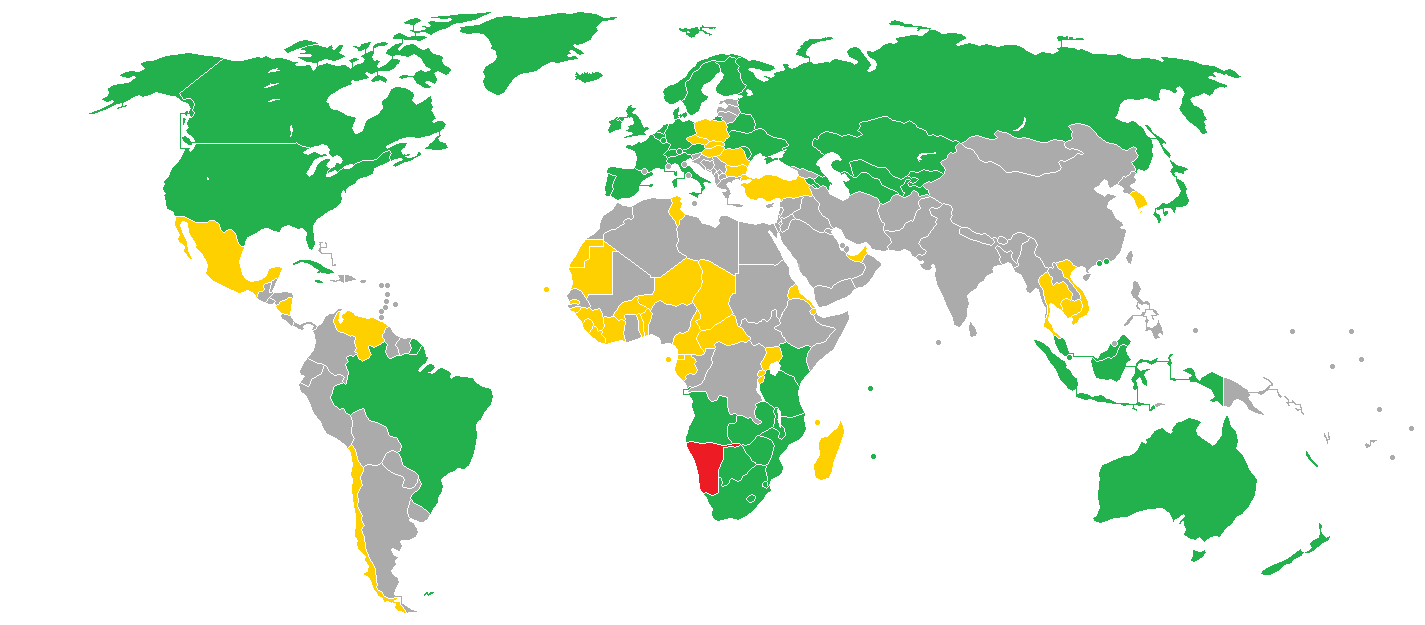
سياسة التأشيرات في ناميبيا

## الإعفاء من التأشيرة
يمكن للمواطنين وحاملي جوازات السفر العادية من 52 دولة السفر إلي ناميبيا بدون تأشيرة:
| - أنغولا - أرمينيا - أستراليا - النمسا - روسيا البيضاء - بلجيكا - بوتسوانا - البرازيل - كندا - كوبا - الدنمارك - فنلندا - فرنسا - ألمانيا - هونغ كونغ - آيسلندا - جمهورية أيرلندا - إيطاليا | - اليابان - كازاخستان - كينيا - قرغيزستان - ليسوتو - ليختنشتاين - لوكسمبورغ - ماكاو - ماليزيا - مالاوي - موريشيوس - مولدوفا - موزمبيق - نيوزيلندا - هولندا - النرويج - البرتغال - روسيا | - جنوب إفريقيا - سنغافورة - إسبانيا - إسواتيني - السويد - سويسرا - طاجيكستان - تنزانيا - تركمانستان - أوكرانيا - المملكة المتحدة - الولايات المتحدة - أوزبكستان - فنزويلا - زامبيا - زيمبابوي |  |

حاملي جوازات السفر الدبلوماسية، الخدمية أو الرسمية الصادرة لمواطني غانا لا يحتاجون إلى تأشيرة لدخول لناميبيا.

## انظر ايضاً
جواز سفر ناميبي